# Łapacz snów

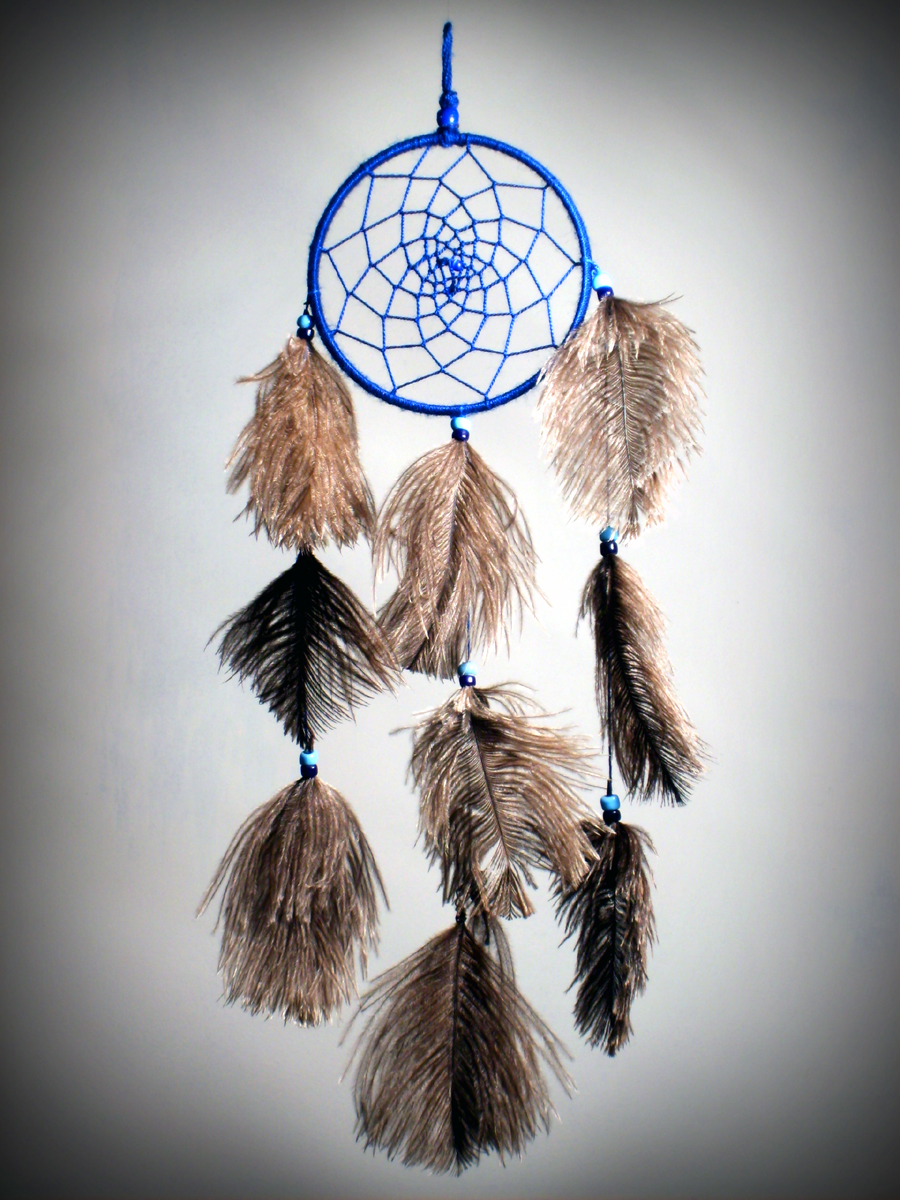
Łapacz snów

Łapacz snów (ang. dreamcatcher lub dream catcher) – amulet niektórych plemion Indian z Ameryki Północnej.
Dziś, w wersji komercyjnej, najczęściej składa się z sieci wplecionej w okrąg wykonany ze sprężystego drewnianego pręta (np. wierzby) z trzema piórami. Prawdziwe łapacze snów były w kształcie łezki lub rybki, bez żadnych prętów, tylko ze splecionych nici oraz z jednym piórem. Łapacz, jako wytwór rąk rodziców, miał być dla dziecka łącznikiem z ich światem.
Wewnątrz ramy wpleciona jest schodząca się spiralnie ku środkowi sieć ze ścięgna, włosia lub rzemienia. Amulet przyozdobiony jest zwykle piórami, paciorkami i innymi ozdobami, którym Indianie przypisywali określone właściwości magiczne. Łapacze snów zwykle wieszane były nad posłaniem lub przy wejściu do domostwa indiańskiego. Według wierzeń niektórych plemion Indian Ameryki Płn. (m.in. Kri, Odżibwejowie) sny nawiedzające śpiących w domu musiały przejść przez amulet. Gęsta sieć miała przepuszczać jedynie dobre sny, a zatrzymywać nocne koszmary, które ginęły wraz z pierwszymi promieniami słońca. Taki sen miał łapać się w sieć i spływać po piórach.
Współcześnie łapacz snów jest popularną pamiątką często kupowaną przez turystów w sklepach i na straganach z indiańskimi pamiątkami (choć wiele tanich imitacji łapaczy produkowanych jest obecnie w krajach Dalekiego Wschodu). W Ameryce Północnej (a czasem i na innych kontynentach) popularne stało się wieszanie łapaczy snów jako mających przynosić szczęście amuletów np. w pokojach dziecięcych lub na lusterkach wstecznych w samochodach.